# Староґруд-Дольни
Староґруд-Дольни (пол. Starogród Dolny, нім. Althausen) — село в Польщі, у гміні Хелмно Хелмінського повіту Куявсько-Поморського воєводства.